# 니카라과의 국가

니카라과 만세(스페인어: Salve a ti, Nicaragua)는 니카라과의 국가이다. 살로몬 이바라 마요르가가 작사를, 루이스 아브라함 델가디요가 작곡을 하였다. 1971년에 국가로 제정되었다.

## 스페인어가사
¡Salve a ti, Nicaragua! En tu suelo
ya no ruge la voz del cañón,
ni se tiñe con sangre de hermanos
tu glorioso pendón bicolor.
ni se tiñe con sangre de hermanos
tu glorioso pendón bicolor.

Brille hermosa la paz en tu cielo,
nada empañe tu gloria inmortal,
¡que el trabajo es tu digno laurel
y el honor es tu enseña triunfal,
es tu enseña triunfal!

## 한국어해석
그대에 만세를, 니카라과! 그대의 땅에
포의 소리가 더 이상 울리지 않네,
또한 형제들의 피가 더 이상
영광스런 이색기를 적시지 않네.
또한 형제들의 피가 더 이상
영광스런 이색기를 적시지 않네.

평화가 그대의 하늘에 아름답게 빛나기를,
무엇도 그대의 영광을 없애지 못하리.
노동은 그대의 가치 있는 월계관이고.
명예는 그대의 승리의 상징이니,
승리의 상징이니!